# Robert Vorhoelzer

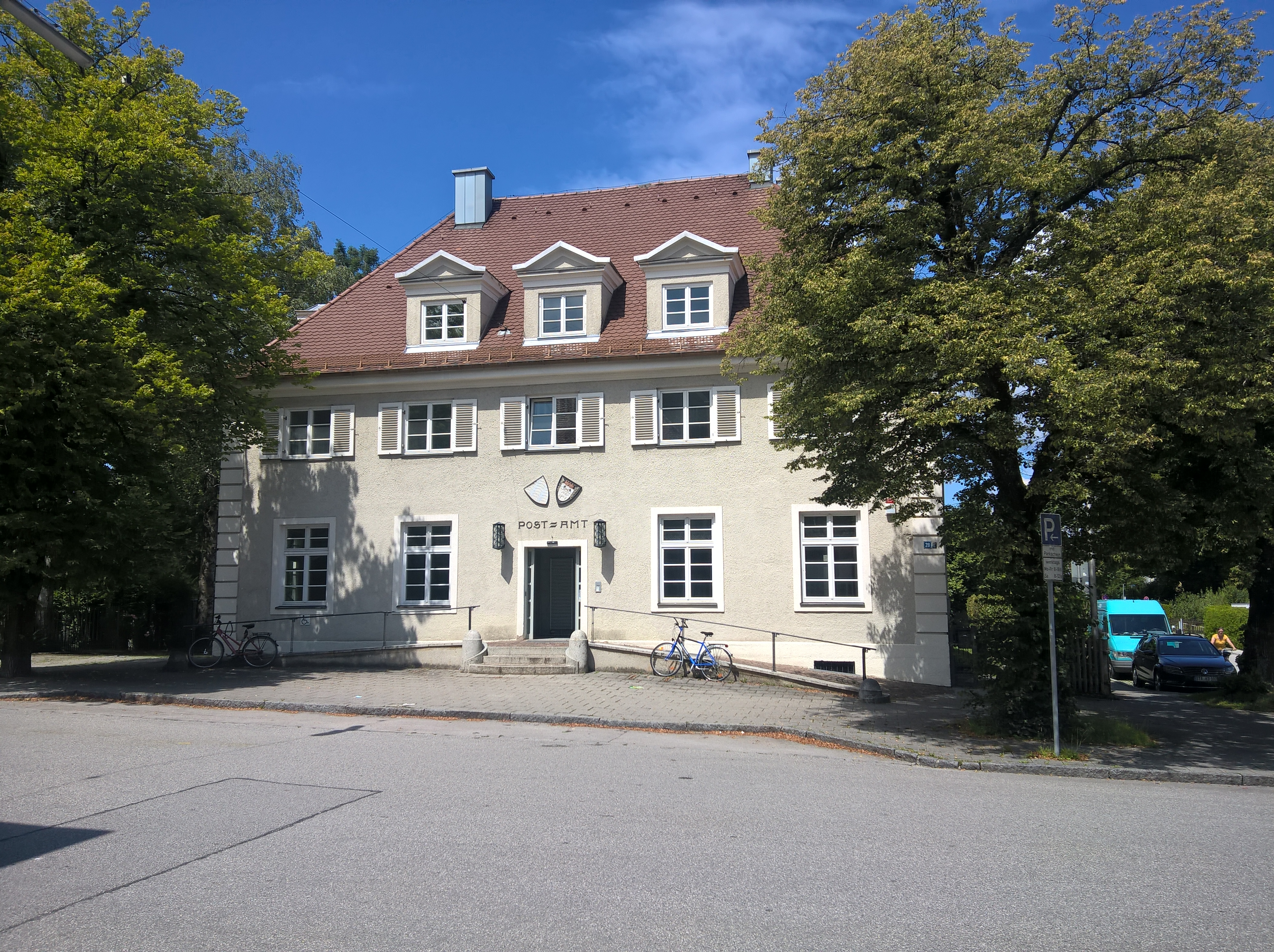
Ehemaliges Postamt in Penzberg

Robert Vorhoelzer (* 13. Juni 1884 in Memmingen; † 28. Oktober 1954 in München) war ein deutscher Architekt, Baubeamter, Leiter des Baureferats der Münchner Oberpostdirektion und Hochschullehrer an der Technischen Hochschule München.

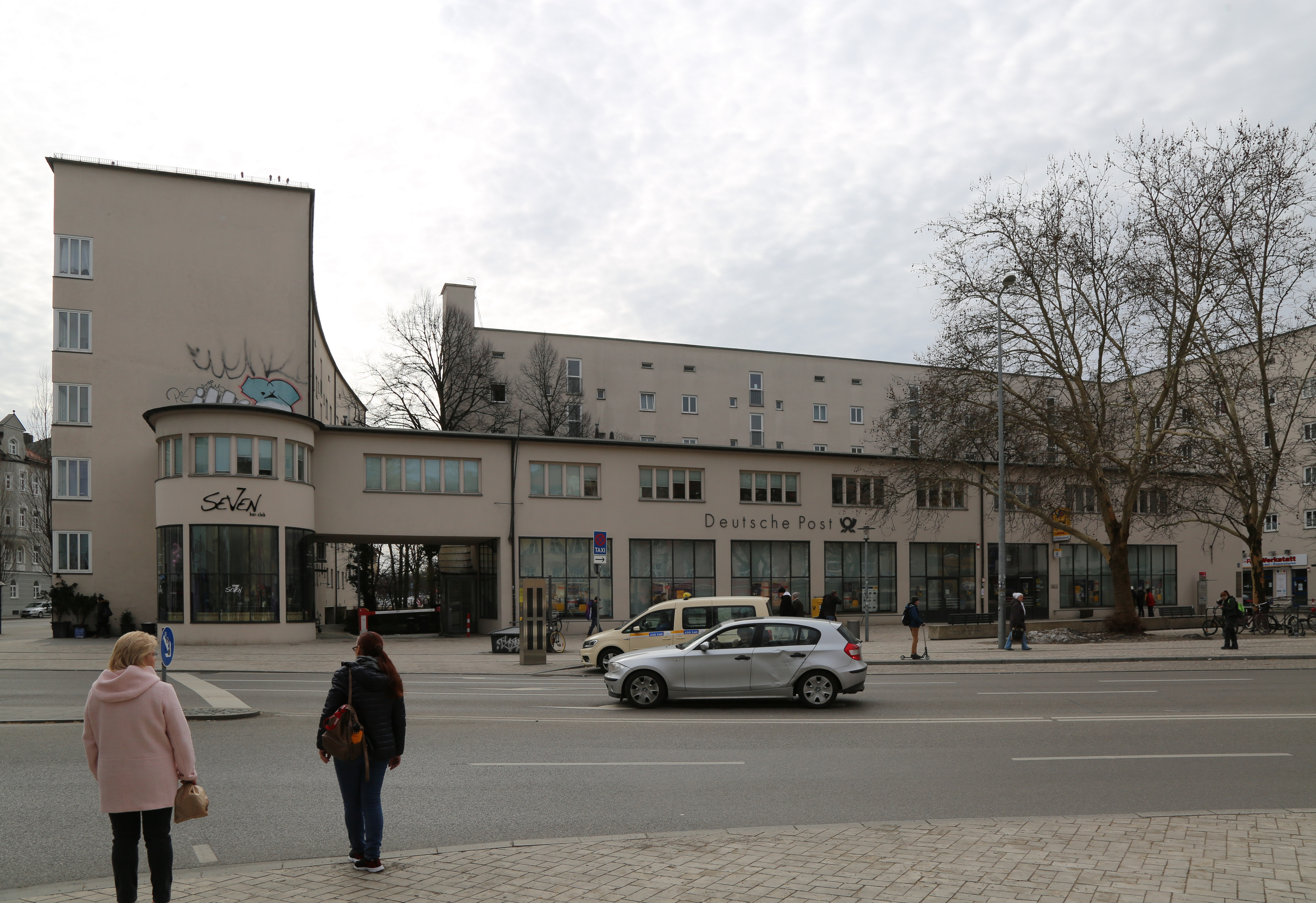
Postamt am Harras in München-Sendling

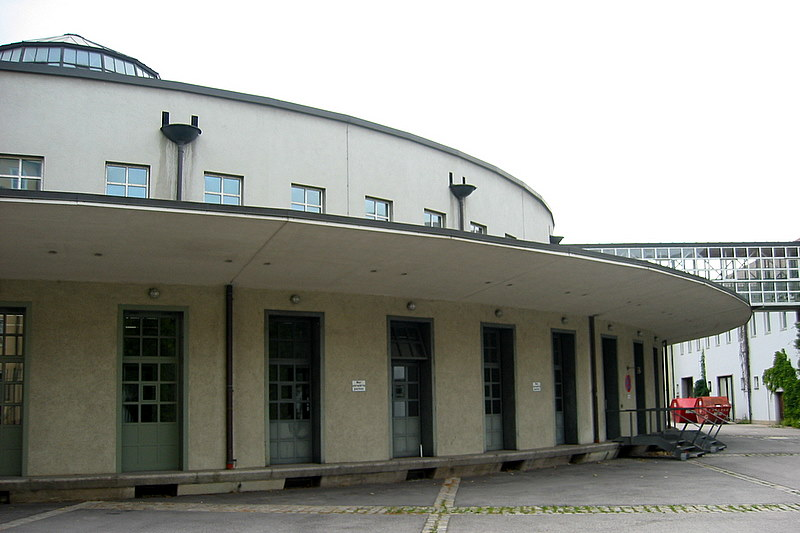
Ehemaliges Paketzustellamt an der Arnulfstraße in München

Robert Vorhoelzer gilt als früher Hauptvertreter der ansonsten in Bayern eher unterrepräsentierten klassischen Moderne. Seine Haupttätigkeit entfaltete Vorhoelzer als Oberbaurat der Postverwaltung in Bayern. Zusammen mit Robert Poeverlein begründete er die bedeutende „Bayerische Postbauschule“.

## Leben
Von 1904 bis 1908 studierte Vorhoelzer Architektur an der Technischen Hochschule München. Nach einem Praktikum beim Landbauamt München wurde er 1910 Assistent an der TH München. 1911 bestand er die Staatsprüfung zum Regierungsbaumeister und bekam eine Stelle als Anwärter für den Betriebs- und Verwaltungsdienst bei der Eisenbahndirektion München. 1913 wurde er dann Angestellter bei der Eisenbahndirektion Augsburg.
Während in der Frühphase seines Werks, etwa beim Postamt Penzberg oder beim Postamt Ismaninger Straße in München der Einfluss des „Heimatstils“ erkennbar ist, zeichnete Vorhoelzer später für zahlreiche entschieden moderne und funktionale Postbauten (Postämter, Auslieferungslager, Wohnungsbauten für Postbedienstete u. a.) im Stil der Neuen Sachlichkeit verantwortlich. Zu diesen zählen beispielsweise das Postamt an der Tegernseer Landstraße in München-Obergiesing, das Postgebäude am Goetheplatz oder das Postamt am Harras in München-Sendling (1931/1932) mit einem von einer Rotunde abgeschlossenen, vorgelagerten weißen Amtsgebäude, hinter dem sich hohe Wohnblöcke erheben, die der Platzwand Tiefe geben. Der durchdachte Bezug, den diese Bauten auf die umgebende Stadtlandschaft nehmen, zeigt Vorhoelzer auch als klugen Stadtplaner. Insbesondere das Erscheinungsbild der Münchener Arnulfstraße wird von zahlreichen Vorhoelzer-Bauten geprägt. Das ehemalige Postamt in Penzberg war das erste Gebäude einer Projektreihe „Landpostamt“.
1930 wurde Vorhoelzer als Professor an die Technische Hochschule München berufen. Während der Zeit des Nationalsozialismus wurde ihm als vorgeblichem „Baubolschewisten“ bereits 1933 der Lehrstuhl entzogen, wenngleich er weiterhin als Architekt tätig war, zum Beispiel entstand in dieser Zeit (1936/1937) unter seiner Leitung die Pfarrkirche Maria Königin des Friedens in Obergiesing. 1939 ging Vorhoelzer auf Empfehlung von Paul Bonatz als Leiter der Architekturabteilung an die Akademie der schönen Künste nach Istanbul, wo er die Nachfolge des verstorbenen Bruno Taut antrat. In Istanbul, wo während des Zweiten Weltkriegs zahlreiche Architekten wie Clemens Holzmeister, Gustav Oelsner oder Walter Schütte im erzwungenen Exil lebten, konnte sich Vorhoelzer wieder als Lehrer betätigen. 1941 wegen des Vorwurfs der Spionage für Nazi-Deutschland ausgewiesen, er interessierte sich allzu sehr für Luftaufnahmen der Türkei, nahm er danach trotz seines hohen Alters auf deutscher Seite aktiv am Krieg teil.
Nach Kriegsende konnte er zunächst seinen Münchner Lehrstuhl wieder einnehmen und wurde 1946 sogar Rektor der Hochschule. Er wurde aber 1947 nach Vorwürfen, welche die Zeit seines türkischen Exils betrafen, wiederum für ein halbes Jahr vom Dienst suspendiert, ehe er schließlich rehabilitiert wurde. In der Nachkriegsdiskussion um den Wiederaufbau Münchens wies Vorhoelzer darauf hin, dass Teile der Stadt bereits vor dem Krieg sanierungsbedürftig gewesen seien und plädierte für einen radikal neuen Bebauungsplan, der insbesondere auf Flachbau und Hochhaus setzte. Seiner Zeit voraus war er zudem mit der Forderung, die Diskussion um den Wiederaufbau „vor aller Öffentlichkeit“ zu führen. 1952 wurde Vorhoelzer emeritiert, zwei Jahre später starb er im Alter von 70 Jahren an den Folgen einer Operation.
Sein letztes großes Werk war die monumental angelegte Pfarrkirche St. Josef in Dingolfing, die nach seinem Tod 1954 bis 1956 ausgeführt wurde. Für diese Saalkirche entwickelte Vorhoelzer Motive fort, die er bereits bei der Giesinger Kirche „Maria Königin des Friedens“ eingesetzt hatte.

## Ehrungen
In München ist die in München-Solln liegende Vorhoelzerstraße nach ihm benannt.
Das „Vorhoelzer Forum“ der Fakultät für Architektur an der Technischen Universität München ist ein Veranstaltungsort und Dachterrassen-Café; es dient unter anderem dem Dialog zwischen Hochschule und Stadt.

## Werke (Auswahl)
- 1922–1924: Gebäude der Oberpostdirektion an der Arnulfstraße, München[4]
- 1922–1923: Postamt Penzberg
- 1923: Postamt Murnau am Staffelsee (zusammen mit Franz Holzhammer und Sigmund Schreiber)
- 1925: Postamt Dillingen
- 1925: Postamt Deisenhofen (zusammen mit Fritz Norkauer)
- 1925: Postamt Feldkirchen
- 1925: Postamt Schaftlach
- 1925–1926: Paketzustellamt an der Arnulfstraße, München
- 1926–1927: Verstärkeramt in Kochel am See (mit Franz Holzhammer und Hanna Löv) 2020 trotz Denkmalschutz durch Bürgermeister Thomas Holz (CSU) abgerissen, dafür wurde der Negativpreis Goldene Abrissbirne 2020 vergeben[5]
- 1926–1927: Postamt Ismaninger Straße, München
- 1926–1927: Postamt Agnesstraße, München (zusammen mit Franz Holzhammer und Walther Schmidt)
- 1928–1929: Versuchssiedlung des Bayerischen Post- und Telegraphenverbandes an der Arnulfstraße, München (zusammen mit Walther Schmidt und Hanna Löv)
- 1928–1929: Postamt an der Tegernseer Landstraße, München (zusammen mit Walther Schmidt)[6]
- 1929: Umbau der Frauengebäranstalt an der Sonnenstraße, München, von Friedrich Bürklein zum Postscheckamt
- 1929–1930: Landpostamt in Grünwald
- 1929–1930: Landschulheim in Schondorf
- 1929–1931: Postamt und Wohngebäude an der Fraunhoferstraße, München (zusammen mit Walther Schmidt)
- 1931–1932: Postamt und Wohngebäude am Goetheplatz, München (zusammen mit Walther Schmidt und Franz Holzhammer)
- 1931–1932: Postamt und Wohngebäude am Harras, München (zusammen mit Robert Schnetzer)
- 1933–1934: Postamt Bad Tölz (zusammen mit Karl Schreiber und Hanna Löv)
- 1936–1937: katholische Pfarrkirche Maria, Königin des Friedens, München (zusammen mit Walter Schetelig)
- 1946–1947: Wiederaufbau der Pfarrkirche „Maria Königin des Friedens“
- 1949–1954: Wiederaufbau des Hauptgebäudes der Technischen Hochschule München, Verwaltungsbau und Bibliothek.
- 1954–1957: Bau der Stadtpfarrkirche St. Josef in Dingolfing (Bauausführung postum durch Sepp Reiter[7])

Abbildungen (nicht komplett) nach Orten geordnet:

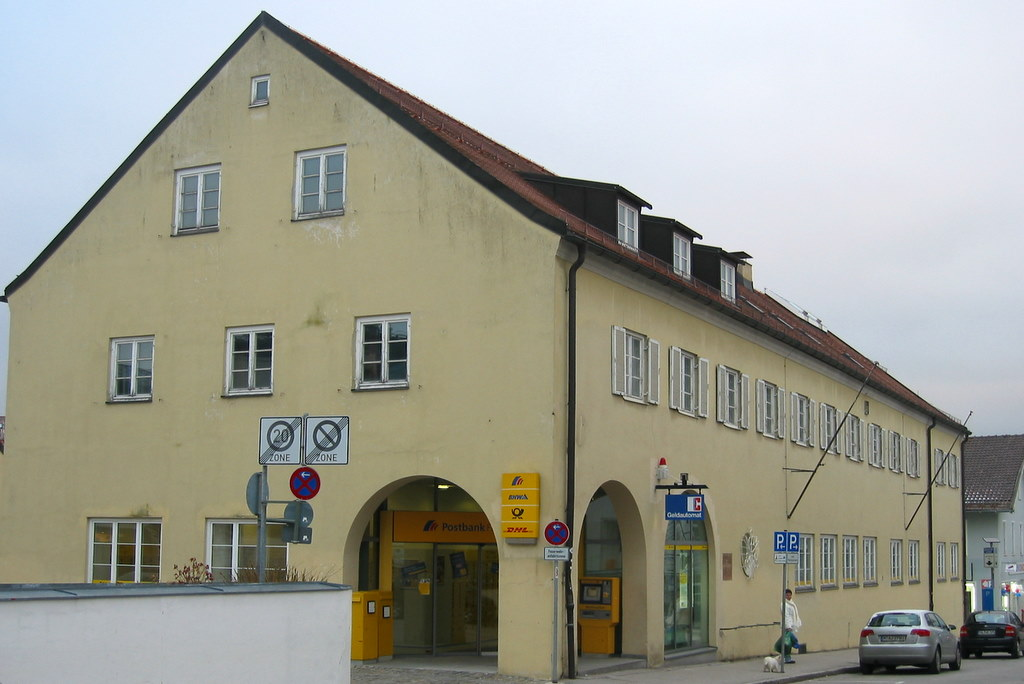
Bad Tölz, Ludwigstraße 10: Postfiliale
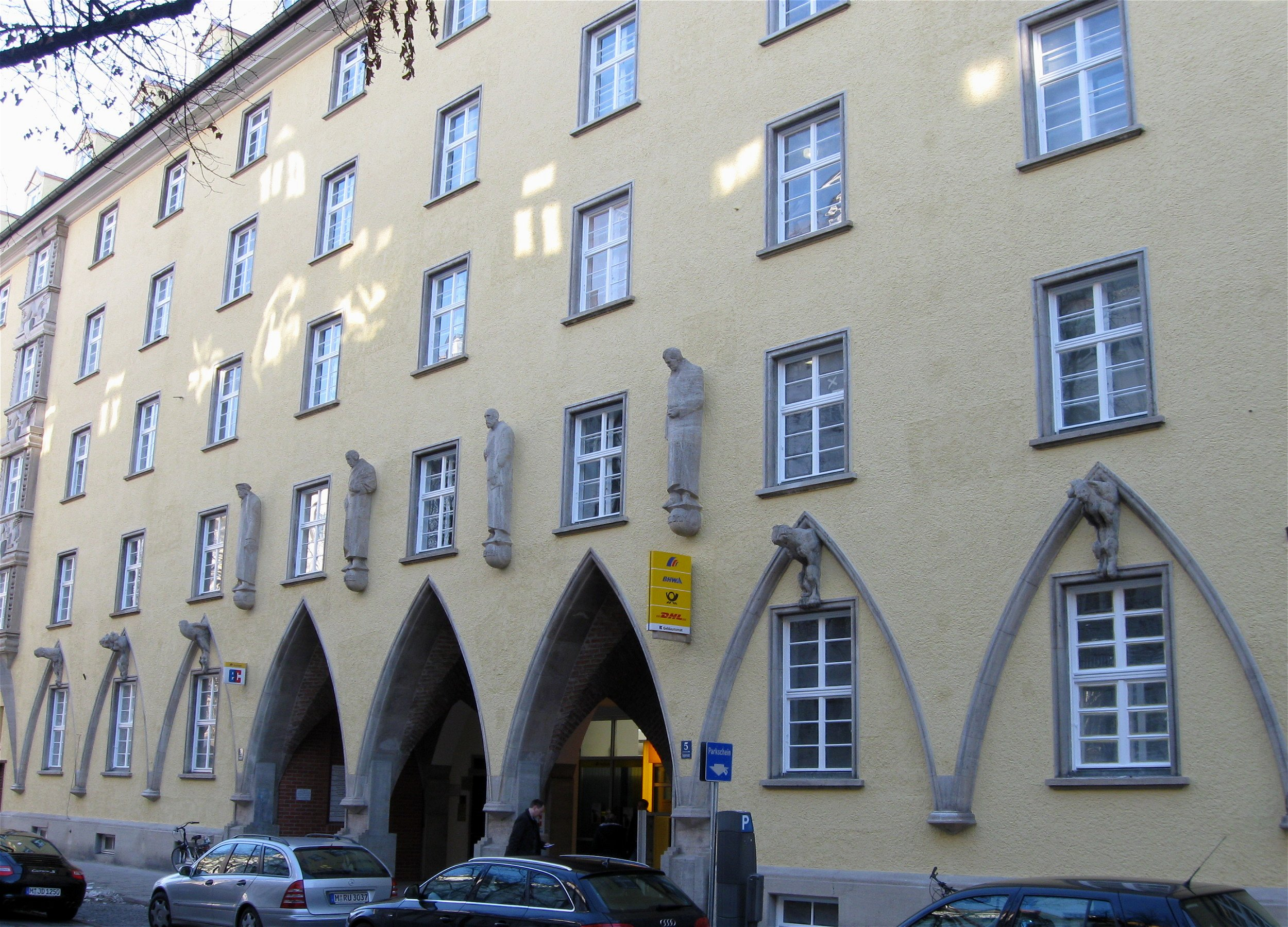
München, Agnespost, Agnesstraße 1–5
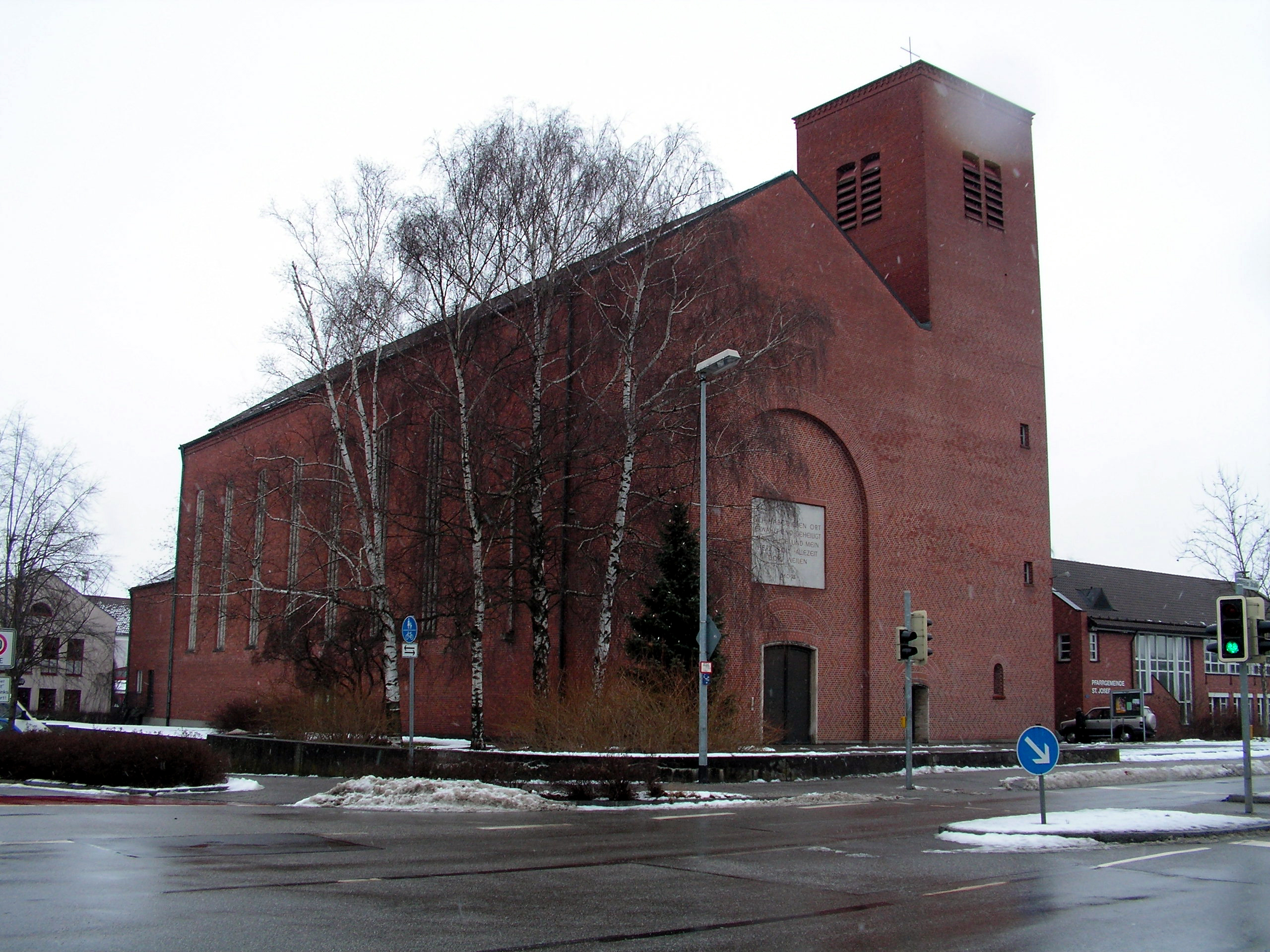
Dingolfing, Böcklerstraße 2A: St. Josef
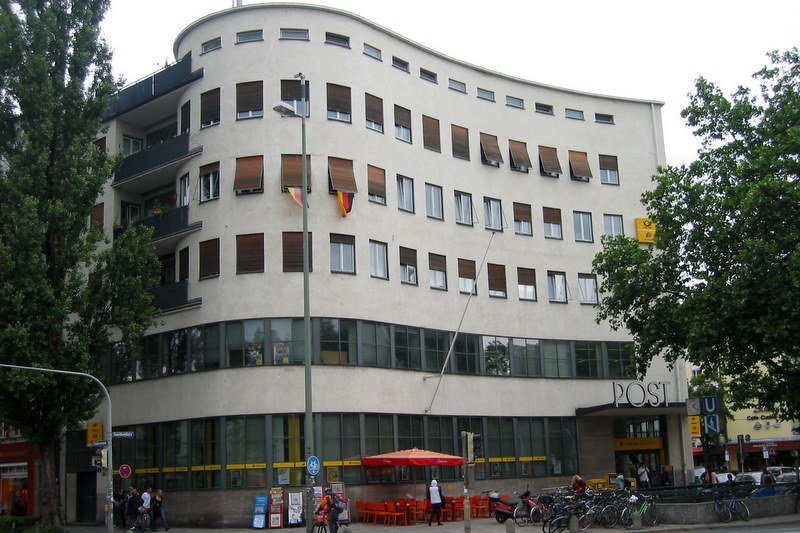
München, Goetheplatz 1: Postamt und Wohngebäude am Goetheplatz
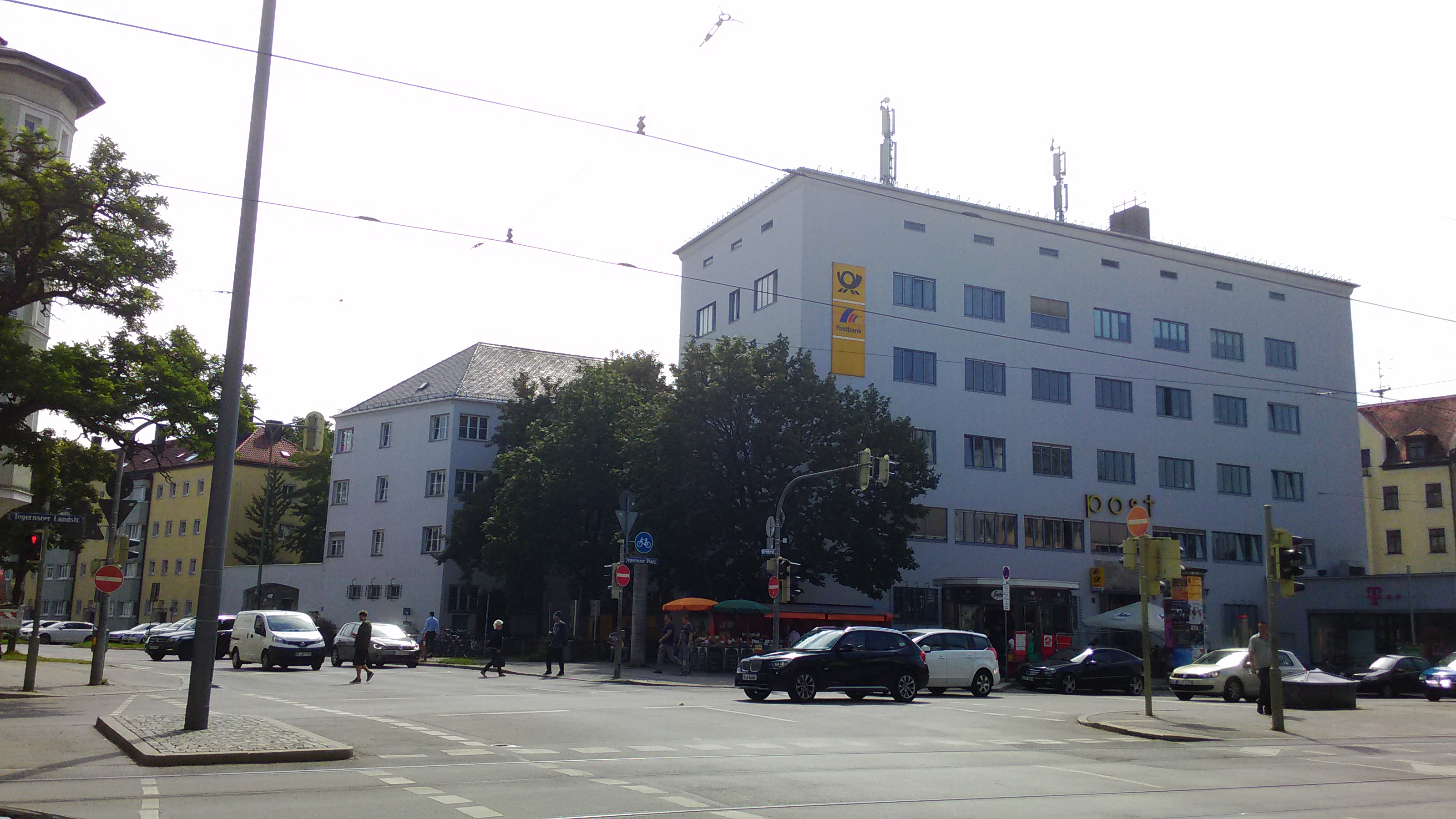
München, Tegernseer Platz 7: Postamt an der Tegernseer Landstraße, erbaut 1928 bis 1929
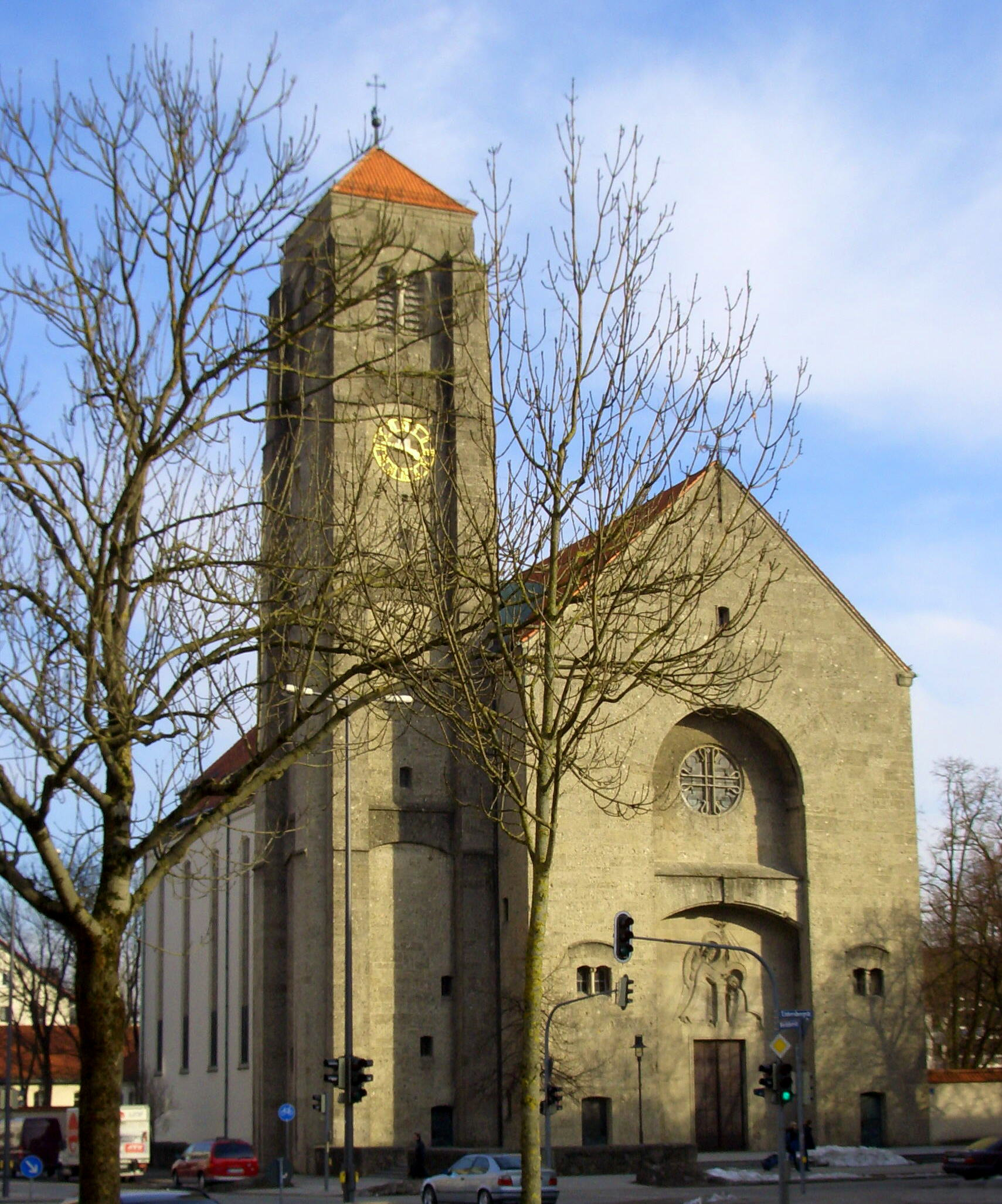
München, Werinherstraße 50: Maria Königin des Friedens
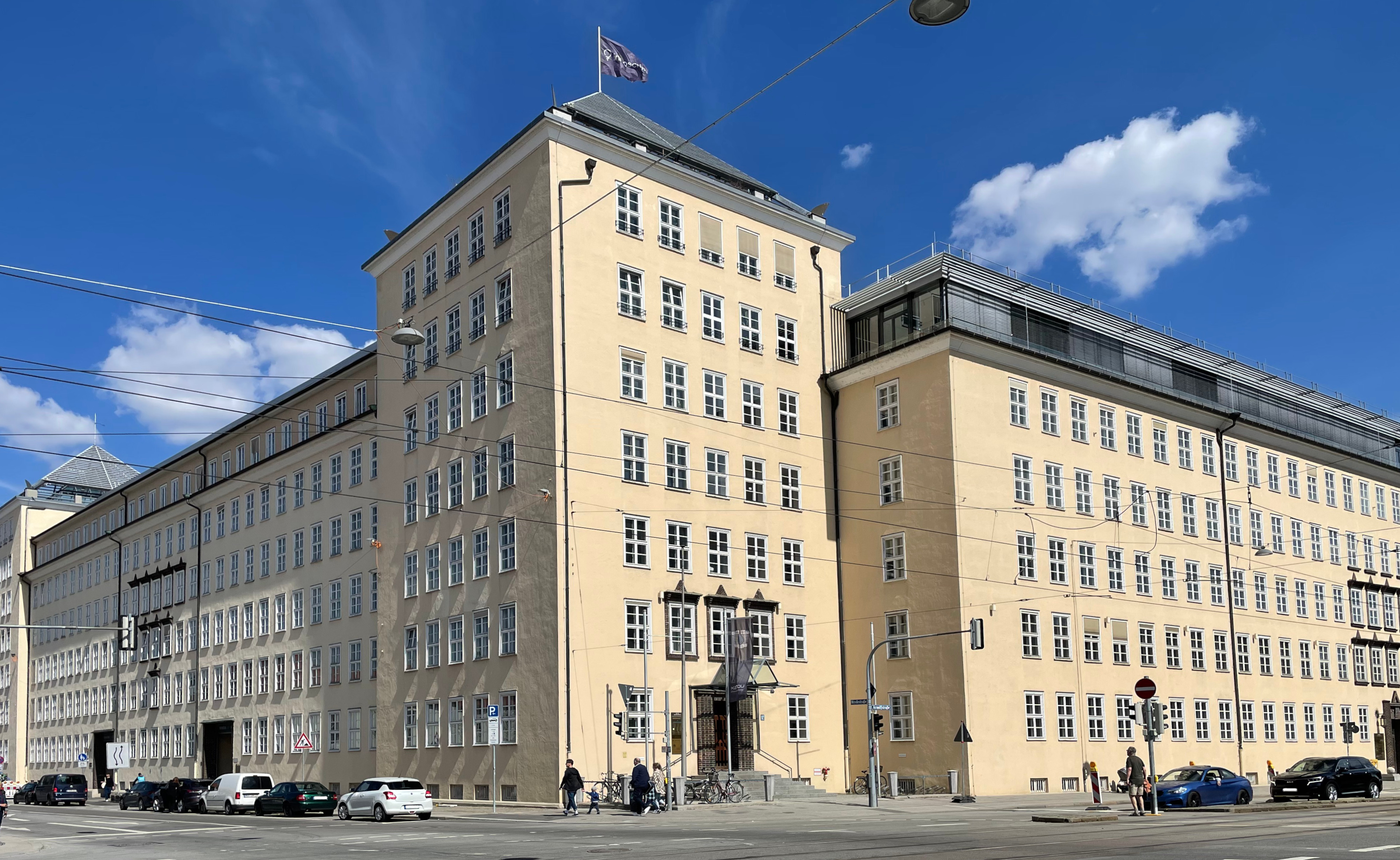
München, Arnulfstraße 60: ehem. Gebäude der Oberpostdirektion